# Route 39 (Colombie-Britannique)
La Route 39 est une courte route de 36 km (22 mi) dans le district régional de Fraser-Fort George. Elle relie la route 97 (John Hart Highway) près de McLeod Lake à la ville de Mackenzie, au nord-ouest.

## Intersections majeures
| District régional  | Ville     | km    | Destinations                        | Notes |
| ------------------ | --------- | ----- | ----------------------------------- | ----- |
| Fraser-Fort George |           | 0,00  | BC-97 – Dawson Creek, Prince George |       |
| Fraser-Fort George | Mackenzie | 36,33 | Columbia Drive                      |       |
|                    |           |       |                                     |       |